# 吉岡力
吉岡 力（よしおか つとむ、1908年(明治41年)1月19日 - 1975年(昭和50年)10月25日）は、日本のオリエント史学者。

## 経歴
1908年、山口県生まれ。東京帝国大学で学び、卒業した。
卒業後は旧制浦和高等学校教授に就いた。戦後、東京大学教養学部助教授となった。1951年に教授に昇進。1968年に東京大学を定年退官した。その後は東海大学教授として教鞭をとった。また、歴史教育研究所を設立し、所長を務めた。

## 研究内容・業績
専門は古代オリエント史。一般には世界史に関する受験参考書を多く書いたことで知られている。

## 著作

### 著書
- 『新制大學入試世界史東洋史西洋史の傾向と對策』旺文社 1949
- 『世界史の研究』旺文社 1949
- 『世界のれきし』偕成社・目で見る児童百科 1963
- 『世界のれきし 古代から現代まで 小学生百科』偕成社 1967
- 『歴史パズル 人間は、どこまで進歩したか』光文社・カッパ・ブックス 1968
- 『世界史Bの傾向と対策』旺文社 1969 大学入試対策シリーズ
- 『世界史年表 人間は、いかに生き、いかに愛し、いかに死んだか』光文社・カッパ・ブックス 1969

### 共著・編著
- 『近さん歩んだ道』福永武彦共編 日本少年寮記念ノ家 1940
- 『解説世界史年表』編 有精堂出版 1951
- 『世界史地図』編 旺文社 1955
- 『学習資料世界史』編 旺文社 1956
- 『東大教養西洋史 第1 ヨーロッパの成立』編 東京創元社 1959
- 『世界史』編 青林書院 1960 大学教養演習講座
- 『世界歴史の図鑑』平田嘉三、吉田悟郎共著 小学館の学習図鑑シリーズ 1962
- 『世界史の教室』前嶋信次、三上次男共編 吉川弘文館 1965-1967
- 『受験革命論述式入門 採点者はどこをチェックするか』分銅惇作、岩田一男共著 祥伝社・ノン・ブック 1972

### 論文
- 吉岡力1959「最近のヒツタイト研究」『日本オリエント学会月報』 2 (2)
- 吉岡力1960「ヒッタイトの奴隷について」『日本オリエント学会月報』 3(9-12)
- 吉岡力1962「H・フランクフォート著,三笠宮崇仁監修,曽田淑子・森岡妙子訳「古代オリエント文明の誕生」」『歴史教育研究』23、東京大学教養学部歴史学研究室.
- 吉岡力1967「ヒッタイト法における不自由民の性格：奴隷制研究序説」『歴史教育研究』13